# Melanoseps emmrichi
Melanoseps emmrichi — вид сцинкоподібних ящірок родини сцинкових (Scincidae). Ендемік Танзанії.

## Поширення і екологія
Melanoseps emmrichi є ендеміками гір Улугуру в східній Танзанії. Вони живуть в гірських вічнозелених лісах, на висоті від 1500 до 1650 м над рівнем моря. Живородні. Живляться комахами.

## Збереження
МСОП класифікує цей вид як такий, що перебуває під загрозою зникнення. Melanoseps emmrichi загрожує знищення природного середовища.